# Olympische Sommerspiele 1988/Rudern – Vierer mit Steuerfrau
Der Ruderwettbewerb im Vierer mit Steuerfrau bei den Olympischen Spielen 1988 in Seoul wurde vom 19. bis zum 24. September 1988 auf der Misari Regatta Strecke in Hanam ausgetragen. 54 Athletinnen in 10 Booten traten an.
Der Wettbewerb, der über die olympische Ruderdistanz von 2000 Metern ausgetragen wurde, begann mit zwei Vorläufen mit jeweils fünf Mannschaften. Die jeweils erstplatzierten Boote der Vorläufe qualifizierten sich für das A-Finale, während die verbliebenen acht Boote in den Hoffnungslauf gingen. Im Hoffnungslauf qualifizierten sich die erst- und zweitplatzierten Boote ebenfalls für das A-Finale, während die dritt- und viertplatzierten Boote in das B-Finale zur Ermittlung der Plätze 7 bis 10 gingen.
Im A-Finale am 24. September 1988 kämpften die besten sechs Boote um olympische Medaillen.
Die jeweils qualifizierten Ruderinnen sind hellgrün unterlegt.
Bei den bisherigen drei Austragungen im Vierer mit Steuerfrau bei Olympischen Spielen und den letzten vier Weltmeisterschaften haben immer entweder die Frauen aus der DDR oder aus Rumänien gewinnen können. Deshalb galten diese beiden Nationen auch in Seoul als Favoriten auf die Goldmedaille.
Die Favoritinnen setzten sich auch im Vorlauf durch. Die DDR gewann den ersten Vorlauf, allerdings lange in einem engen Kampf mit den Bronzemedaillengewinnerinnen der Weltmeisterschaften 1987 aus Bulgarien. Die Olympischen Spiele 1988 waren die ersten Spiele, bei denen die Wettbewerbe der Frauen über 2000 Meter ausgetragen wurden, deshalb setzte die DDR als Sieger eine neue olympische Bestzeit. Im zweiten Vorlauf gewannen die Rumäninnen deutlich vor den Frauen aus der Sowjetunion. Im ersten Hoffnungslauf gewannen dann die Bulgarinnen, allerdings mit einer anderen Mannschaft, da Durchowa und Michalewa ins Boot kamen, die auch im Finale antraten. Für wen sie genau ins Boot kamen, ist nicht ganz klar, da die Besetzung aus dem Vorlauf nicht mehr einwandfrei belegt werden kann. Siehe dazu Vorlauf 1. Nachdem die Frauen aus der Sowjetunion im Vorlauf noch deutlich vor den US-Amerikanerinnen zweite geworden waren, verpassten sie im zweiten Hoffnungslauf den Finaleinzug, indem sie hinter den Booten aus China und den Vereinigten Staaten nur dritte wurden. Die Rumäninnen traten im Finale im Vergleich zum Vorlauf mit Veronica Necula und Herta Anitaș an, die Mihaela Armășescu und Adriana Chelariu ersetzten und waren damit nach den Bulgarinnen das zweite Boot, das die halbe Mannschaft ausgetauscht hatte. Im Finale starteten die Chinesinnen am besten und konnten sich auf der ersten Hälfte des Rennens über drei Sekunden von dem Boot aus der DDR absetzen. Während das Boot aus Rumänien in der Lage war dem Boot aus der DDR mit knappem Rückstand zu folgen, konnte das umbesetzte Boot der Bulgarinnen, anders als im Vorlauf, mit dem Boot aus der DDR nicht mithalten. Die Bulgarinnen hatten nach der Hälfte des Rennens schon fast sieben Sekunden Rückstand auf die Chinesinnen, die im Vorlauf noch hinter ihnen auf dem dritten Platz gelandet waren. Die Chinesinnen konnten ihr hohes Tempo auf der zweiten Streckenhälfte allerdings nicht mehr halten, so dass die Frauen aus der DDR auf den letzten 500 Metern vorbeifuhren und in neuer olympischer Bestzeit von 6:56,00 Minuten am Ende sogar noch relativ souverän die Goldmedaille gewannen. Fast drei Sekunden dahinter kamen die Chinesinnen auf dem zweiten Platz ins Ziel und gewannen damit die erste olympische Medaille im Rudern für China. Die Rumäninnen konnten ihren Rückstand auf die Chinesinnen zwar deutlich verringern, hatten sich aber auf den ersten 1500 Metern zu viel Rückstand eingehandelt. Auf den zweiten 1000 Metern waren die Bulgarinnen dann sogar schneller als die Rumäninnen und trieben diese sicherlich mit ihrem Schlussspurt auch näher an die Chinesinnen heran, am Ende gewannen die Rumäninnen aber mit noch 1,14 Sekunden Vorsprung vor den Bulgarinnen die Bronzemedaille.

## Titelträger
| Olympiasiegerinnen | Rumänien Besatzung: Florica Lavric, Maria Fricioiu, Chira Apostol, Olga Bularda, Viorica Ioja (Stf.)           | Los Angeles 1984 |
| Weltmeisterinnen   | Rumänien Besatzung: Valentina Virlan, Marioara Trașcă, Adriana Bazon, Veronica Necula, Ecaterina Oancia (Stf.) | Kopenhagen 1987  |

## Vorläufe
Montag, 19. September 1988
- Qualifikationsnormen: Platz 1 -> Finale A, ab Platz 2 -> Hoffnungslauf

### Vorlauf 1
| Platz | Nation    | Athletinnen                                                           | Zeit (min) | Qualifikation |
| ----- | --------- | --------------------------------------------------------------------- | ---------- | ------------- |
| 1     | DDR       | Walther, Doberschütz, Hornig, Siech, Rose (Stf.)                      | 7:11,01 OR | Finale A      |
| 2     | Bulgarien | Stoitschkowa, Stojanowa, Todorowa, Sarewa, Sarewa, Georgiewa (Stf.) 1 | 7:11,59    | Hoffnungslauf |
| 3     | China     | Xianghua, Yadong, Xiao, Shouying, Ronghua (Stf.)                      | 7:17,15    | Hoffnungslauf |
| 4     | Kanada    | Clarke, Smith, Tregunno, Walinga, Thompson (Stf.)                     | 7:31,02    | Hoffnungslauf |
| 5     | Südkorea  | Min-heung, In-suk, Gwang-sun, Mi-jeong, Sang-ran (Stf.)               | 8:09,58    | Hoffnungslauf |

 1 Im offiziellen Ergebnisbericht standen fünf Ruderinnen aus Bulgarien, wobei nicht klar erkennbar ist, ob es sich bei Katja Todorowa um Rita Todorowa handelt, die im bulgarischen Achter gerudert ist, oder ob Katja eine Zwillingsschwester von Rita ist, da beide mit demselben Geburtsdatum angegeben sind. Da alle drei im Ergebnisbericht nur im Vorlauf eingesetzten Ruderinnen, Ruderinnen aus dem bulgarischen Achter waren, ist es sehr unwahrscheinlich, dass eine von diesen Ruderinnen als Steuerfrau eingesetzt wurde. Deshalb ist davon auszugehen, dass Greta Georgiewa als einzige Steuerfrau im bulgarischen Team auch im Vorlauf eingesetzt wurde. Sie steuerte in allen anderen Rennen sowohl den Vierer mit Steuerfrau, als auch den bulgarischen Achter.

### Vorlauf 2
| Platz | Nation             | Athletinnen                                                 | Zeit (min) | Qualifikation |
| ----- | ------------------ | ----------------------------------------------------------- | ---------- | ------------- |
| 1     | Rumänien           | Trașcă, Armășescu, Chelariu, Bălan, Oancia (Stf.)           | 7:21,43    | Finale A      |
| 2     | Sowjetunion        | Ribinskaitė, Suprun, Teroschyna, Teterina, Chochlowa (Stf.) | 7:28,73    | Hoffnungslauf |
| 3     | Polen              | Jankowska, Kościańska, Lorenz, Jarka, Błąd (Stf.)           | 7:29,72    | Hoffnungslauf |
| 4     | Vereinigte Staaten | Bradley, Corbet, Eckert, Gengler, Santiago (Stf.)           | 7:33,42    | Hoffnungslauf |
| 5     | Großbritannien     | Gough, Grose, Johnston, Smith, Norrish (Stf.)               | 7:38,01    | Hoffnungslauf |

## Hoffnungsläufe
Mittwoch, 21. September 1988
- Qualifikationsnormen: Platz 1-2 -> Finale A, ab Platz 3 -> Finale B

### Hoffnungslauf 1
| Platz | Nation         | Athletinnen                                           | Zeit (min) | Qualifikation |
| ----- | -------------- | ----------------------------------------------------- | ---------- | ------------- |
| 1     | Bulgarien      | Durchowa, Michalewa, Sarewa, Sarewa, Georgiewa (Stf.) | 7:20,78    | Finale A      |
| 2     | Großbritannien | Gough, Grose, Johnston, Smith, Norrish (Stf.)         | 7:25,63    | Finale A      |
| 3     | Kanada         | Clarke, Smith, Tregunno, Walinga, Thompson (Stf.)     | 7:29,71    | Finale B      |
| 4     | Polen          | Jankowska, Kościańska, Lorenz, Jarka, Błąd (Stf.)     | 7:32,55    | Finale B      |

### Hoffnungslauf 2
| Platz | Nation             | Athletinnen                                                 | Zeit (min) | Qualifikation |
| ----- | ------------------ | ----------------------------------------------------------- | ---------- | ------------- |
| 1     | China              | Xianghua, Yadong, Xiao, Shouying, Ronghua (Stf.)            | 7:23,80    | Finale A      |
| 2     | Vereinigte Staaten | Bradley, Corbet, Eckert, Gengler, Santiago (Stf.)           | 7:28,01    | Finale A      |
| 3     | Sowjetunion        | Ribinskaitė, Suprun, Teroschyna, Teterina, Chochlowa (Stf.) | 7:35,22    | Finale B      |
| 4     | Südkorea           | Min-heung, In-suk, Gwang-sun, Mi-jeong, Sang-ran (Stf.)     | 8:13,07    | Finale B      |

## Finale

### A-Finale
Samstag, 24. September 1988, 1:00 Uhr MESZ

Anmerkung: zur Ermittlung der Plätze 1 bis 6
| Platz | Nation             | Athletinnen                                           | Zeit (min) |
| ----- | ------------------ | ----------------------------------------------------- | ---------- |
| 1     | DDR                | Walther, Doberschütz, Hornig, Siech, Rose (Stf.)      | 6:56,00 OR |
| 2     | China              | Xianghua, Yadong, Xiao, Shouying, Ronghua (Stf.)      | 6:58,78    |
| 3     | Rumänien           | Trașcă, Necula, Anitaș, Bălan, Oancia (Stf.)          | 7:01,13    |
| 4     | Bulgarien          | Durchowa, Michalewa, Sarewa, Sarewa, Georgiewa (Stf.) | 7:02,27    |
| 5     | Vereinigte Staaten | Bradley, Corbet, Eckert, Gengler, Santiago (Stf.)     | 7:09,12    |
| 6     | Großbritannien     | Gough, Grose, Johnston, Smith, Norrish (Stf.)         | 7:10,80    |

### B-Finale
Freitag, 23. September 1988, 0:00 Uhr MESZ

Anmerkung: zur Ermittlung der Plätze 7 bis 10
| Platz | Nation      | Athletinnen                                                 | Zeit (min) |
| ----- | ----------- | ----------------------------------------------------------- | ---------- |
| 7     | Kanada      | Clarke, Smith, Tregunno, Walinga, Thompson (Stf.)           | 7:19,86    |
| 8     | Polen       | Jankowska, Kościańska, Lorenz, Jarka, Błąd (Stf.)           | 7:22,59    |
| 9     | Sowjetunion | Ribinskaitė, Suprun, Teroschyna, Teterina, Chochlowa (Stf.) | 7:27,20    |
| 10    | Südkorea    | Min-heung, In-suk, Gwang-sun, Mi-jeong, Sang-ran (Stf.)     | 8:07,71    |